# Rugby, Dakota de Nord
Rugby este sediul comitatului Pierce (conform originalului din engleză, Pierce), unul din cele 53 de comitate ale statului american Dakota de Nord. Populație: 2.876 (2010). Rugby a fost fondat în 1886.
1. ↑  2010 U.S. Gazetteer Files, accesat în 9 iulie 2020